# Albo d'oro del campionato argentino di calcio
Di seguito viene riportato l'albo d'oro del campionato argentino di calcio.
Il campionato argentino fu disputato per la prima volta nel 1891, con cinque squadre che si affrontarono in partite di andata e ritorno. Fu vinto curiosamente da due squadre, dal momento che Saint Andrew's e Old Caledonians terminarono il girone a pari punti. La federazione proclamò entrambe campioni, facendo tuttavia giocare loro una finale per assegnare la medaglia commemorativa: lo spareggio fu vinto dal Saint Andrew's, motivo per cui a posteriori la federazione calcistica riconosce questi come unico campione nazionale.
In più occasioni si sono tenuti campionati paralleli e considerati "dissidenti", organizzati dalla Federación Argentina de Football (1912-1914), dalla Asociación Amateurs de Football (1919-1926) e dalla Liga Argentina de Football (1931-1934), con la AFA che riconosce queste associazioni come propri predecessori storici.
Il River Plate è la squadra più titolata con trentotto titoli, il Boca Juniors si trova al secondo posto con trentacinque riconoscimenti, ed è seguito dal Racing Club con diciotto affermazioni.

## Albo d'oro

### Era amatoriale
I tornei di Primera División argentina durante l'era amatoriale videro la partecipazione soltanto di squadre delle città di Buenos Aires, del suo conurbano e di La Plata. Soltanto eccezionalmente vi hanno preso parte squadre di altre regioni: nel 1894 il Rosario Athletic di Rosario, nei campionati 1894. 1898 e 1899 il Lobos Athletic di Lobos; nel 1905 e 1909 il Reformer di Campana.
Considerando sia i campionati organizzati dalle organizzazioni ufficiali sia da quelle "dissidenti", la AFA riconosce la disputa di 43 stagioni di Primera División per un totale di 54 campionati. Ad aggiudicarsi il titolo nell'era amatoriale sono state 19 squadre.
| Stagione   | Vincitore                | Secondo posto            | Terzo posto               |
| ---------- | ------------------------ | ------------------------ | ------------------------- |
| 1891       | Saint Andrew's (1)       | Old Caledonians          | B.A. and Rosario Railways |
| 1892       | Campionato non disputato | Campionato non disputato | Campionato non disputato  |
| 1893       | Lomas Athletic (1)       | Flores Athletic          | Quilmes                   |
| 1894       | Lomas Athletic (2)       | Rosario Athletic         | Flores Athletic           |
| 1895       | Lomas Athletic (3)       | Lomas Academy            | Flores Athletic           |
| 1896       | Lomas Academy (1)        | Flores Athletic          | Lomas Athletic            |
| 1897       | Lomas Athletic (4)       | Lanús Athletic           | Belgrano AC               |
| 1898       | Lomas Athletic (5)       | Lobos Athletic           | Belgrano AC               |
| 1899       | Belgrano AC (1)          | Lobos Athletic           | Lomas Athletic            |
| 1900       | English H.S. (1)         | Lomas Athletic           | Belgrano AC               |
| 1901       | Alumni (2)               | Belgrano AC              | Quilmes                   |
| 1902       | Alumni (3)               | Barracas AC              | Quilmes                   |
| 1903       | Alumni (4)               | Belgrano AC              | Barracas AC               |
| 1904       | Belgrano AC (2)          | Alumni                   | Lomas Athletic            |
| 1905       | Alumni (5)               | Belgrano AC              | Estudiantes (BA)          |
| 1906       | Alumni (6)               | Lomas Athletic           | non stabilito             |
| 1907       | Alumni (7)               | Estudiantes (BA)         | San Isidro                |
| 1908       | Belgrano AC (3)          | Alumni                   | Argentino (Q)             |
| 1909       | Alumni (8)               | River Plate              | Quilmes                   |
| 1910       | Alumni (9)               | Porteño                  | Belgrano AC               |
| 1911       | Alumni (10)              | Porteño                  | San Isidro                |
| 1912 (AAF) | Quilmes (1)              | San Isidro               | Racing Club               |
| 1912 (FAF) | Porteño (1)              | Independiente            | Estudiantes (LP)          |
| 1913 (AAF) | Racing Club (1)          | San Isidro               | River Plate               |
| 1913 (FAF) | Estudiantes (LP) (1)     | Gimnasia (BA)            | Argentino (Q)             |
| 1914 (AAF) | Racing Club (2)          | Estudiantes (BA)         | Boca Juniors              |
| 1914 (FAF) | Porteño (2)              | Estudiantes (LP)         | Independiente             |
| 1915       | Racing Club (3)          | San Isidro               | River Plate               |
| 1916       | Racing Club (4)          | Platense                 | River Plate               |
| 1917       | Racing Club (5)          | River Plate              | Huracán                   |
| 1918       | Racing Club (6)          | River Plate              | Boca Juniors              |
| 1919 (AAF) | Boca Juniors (1)         | Estudiantes (LP)         | Huracán                   |
| 1919 (AAm) | Racing Club (7)          | Vélez Sarsfield          | River Plate               |
| 1920 (AAF) | Boca Juniors (2)         | Banfield e Huracán       | Banfield e Huracán        |
| 1920 (AAm) | River Plate (1)          | Racing Club              | San Lorenzo               |
| 1921 (AAF) | Huracán (1)              | Del Plata                | Boca Juniors              |
| 1921 (AAm) | Racing Club (8)          | River Plate              | Independiente             |
| 1922 (AAF) | Huracán (2)              | Sp. Palermo              | Boca Juniors              |
| 1922 (AAm) | Independiente (1)        | River Plate              | San Lorenzo               |
| 1923 (AAF) | Boca Juniors (3)         | Huracán                  | Sp. Barracas              |
| 1923 (AAm) | San Lorenzo (1)          | Independiente            | River Plate               |
| 1924 (AAF) | Boca Juniors (4)         | Temperley                | Dock Sud                  |
| 1924 (AAm) | San Lorenzo (2)          | Gimnasia (LP)            | Independiente             |
| 1925 (AAF) | Huracán (3)              | Nueva Chicago            | El Porvenir               |
| 1925 (AAm) | Racing Club (9)          | San Lorenzo              | Almagro                   |
| 1926 (AAF) | Boca Juniors (5)         | Argentinos Juniors       | Huracán                   |
| 1926 (AAm) | Independiente (2)        | San Lorenzo              | Platense                  |
| 1927       | San Lorenzo (3)          | Boca Juniors             | Lanús                     |
| 1928       | Huracán (4)              | Boca Juniors             | Estudiantes (LP)          |
| 1929       | Gimnasia (LP) (1)        | Boca Juniors             | River Plate               |
| 1930       | Boca Juniors (6)         | Estudiantes (LP)         | River Plate               |
| 1931 (AAF) | Estudiantil Porteño (1)  | Almagro                  | Sp. Buenos Aires          |
| 1932 (AAF) | Sp. Barracas (1)         | Barracas Central         | Colegiales                |
| 1933 (AAF) | Dock Sud (1)             | Nueva Chicago            | Banfield                  |
| 1934 (AAF) | Estudiantil Porteño (2)  | Banfield                 | Def. de Belgrano          |

### Era professionistica
Fino alla creazione del Torneo Nacional nel 1967. i campionati di Primera División dell'era professionistica videro come protagonisti quasi esclusivamente squadre di Buenos Aires, del suo conurbano e di La Plata. Tuttavia, a partire già dal 1939, vennero affiliate alla AFA alcune squadre di Rosario, Santa Fe e dell'interior della provincia di Buenos Aires. Questa limitazione nella partecipazione delle squadre dell'interior rimase in vigore fino alla risoluzione n. 1309 del 15 agosto 1979, nella quale la AFA stabilì la possibilità (solo temporanea, comunque) alle squadre indirettamente affiliate alla AFA di poter partecipare alla Primera DIvisión che si fossero qualificate alla fase finale del Torneo Nacional in due stagioni su tre consecutive. Infine, dopo l'eliminazione del Torneo Nacional a partire dalla stagione 1985-1986, si venne a creare un sistema di promozioni e retrocessioni per consentire a qualsiasi squadra di poter accedere alla massima categoria attraverso il passaggio in un nuovo campionato di secondo livello, la Primera B Nacional.
Nell'era professionistica, la AFA riconosce la disputa di 96 stagioni di Primera División per un totale di 140 campionati. Ad aggiudicarsi il titolo nell'era professionistica sono state 18 squadre.

#### Primera División
Fino al 1966 il campionato venne sempre disputato con il sistema del torneo all'italiana con gironi di andata e ritorno lungo l'arco di ogni anno solare. L'unica eccezione fu il campionato del 1936, quando si attribuirono ben tre titoli consecutivi nello stesso anno: con la disputa del girone di andata si disputò la Copa de Honor, con il girone di ritorno la Copa Campeonato e nella sfida tra le vincenti dei due trofei precedenti si attribuì la Copa de Oro. Fino al 2013 la AFA riconosceva come detentrice del titolo soltanto la squadra vincitrice della Copa Campeonato. Tuttavia, nel 2013 la AFA ha pubblicato sul suo sito un nuovo albo d'oro includendo come vincitrici anche le squadre aggiudicantesi la Copa de Honor e la Copa de Oro.
| Stagione   | Vincitore         | Secondo posto   | Terzo posto        |
| ---------- | ----------------- | --------------- | ------------------ |
| 1931 (LAF) | Boca Juniors (7)  | San Lorenzo     | Estudiantes (LP)   |
| 1932 (LAF) | River Plate (2)   | Independiente   | Racing Club        |
| 1933 (LAF) | San Lorenzo (4)   | Boca Juniors    | Racing Club        |
| 1934 (LAF) | Boca Juniors (8)  | Independiente   | San Lorenzo        |
| 1935       | Boca Juniors (9)  | Independiente   | San Lorenzo        |
| 1936       | San Lorenzo (5)   | Huracán         | Boca Juniors       |
| 1936       | River Plate (3)   | San Lorenzo     | Racing Club        |
| 1936       | River Plate (4)   | San Lorenzo     | —                  |
| 1937       | River Plate (5)   | Independiente   | Boca Juniors       |
| 1938       | Independiente (3) | River Plate     | San Lorenzo        |
| 1939       | Independiente (4) | River Plate     | Huracán            |
| 1940       | Boca Juniors (10) | Independiente   | River Plate        |
| 1941       | River Plate (6)   | San Lorenzo     | Newell's Old Boys  |
| 1942       | River Plate (7)   | San Lorenzo     | Huracán            |
| 1943       | Boca Juniors (11) | River Plate     | San Lorenzo        |
| 1944       | Boca Juniors (12) | River Plate     | Estudiantes (LP)   |
| 1945       | River Plate (8)   | Boca Juniors    | Independiente      |
| 1946       | San Lorenzo (6)   | Boca Juniors    | River Plate        |
| 1947       | River Plate (9)   | Boca Juniors    | Independiente      |
| 1948       | Independiente (5) | River Plate     | Estudiantes (LP)   |
| 1949       | Racing Club (10)  | River Plate     | Platense           |
| 1950       | Racing Club (11)  | Boca Juniors    | Independiente      |
| 1951       | Racing Club (12)  | Banfield        | River Plate        |
| 1952       | River Plate (10)  | Racing Club     | Independiente      |
| 1953       | River Plate (11)  | Vélez Sarsfield | Racing Club        |
| 1954       | Boca Juniors (13) | Independiente   | River Plate        |
| 1955       | River Plate (12)  | Racing Club     | Boca Juniors       |
| 1956       | River Plate (13)  | Lanús           | Boca Juniors       |
| 1957       | River Plate (14)  | San Lorenzo     | Racing Club        |
| 1958       | Racing Club (13)  | Boca Juniors    | San Lorenzo        |
| 1959       | San Lorenzo (7)   | Racing Club     | Independiente      |
| 1960       | Independiente (6) | River Plate     | Argentinos Juniors |
| 1961       | Racing Club (14)  | San Lorenzo     | River Plate        |
| 1962       | Boca Juniors (14) | River Plate     | Gimnasia (LP)      |
| 1963       | Independiente (7) | River Plate     | Racing Club        |
| 1964       | Boca Juniors (15) | Independiente   | River Plate        |
| 1965       | Boca Juniors (16) | River Plate     | Vélez Sarsfield    |
| 1966       | Racing Club (15)  | River Plate     | Vélez Sarsfield    |

#### Torneo Metropolitano e Torneo Nacional
Tra il 1967 e il 1985 è stato introdotto un nuovo formato di disputa per la Primera División argentina, prevedendo lo svolgimento di due campionati per anno solare:
- Il primo era il torneo regolare, chiamato Torneo Metropolitano (e che, a partire dal 1980, prese il nome di Campeonato di Primera División), riservato inizialmente soltanto alle squadre affiliate direttamente alla AFA.
- Il secondo era il Torneo Nacional, a cui prendevano parte anche le squadre indirettamente affiliate alla AFA (soprattutto provenienti dall'interior argentino) che avevano ottenuto la qualificazione mediante il Torneo Regional (che si disputava in contemporanea al Metropolitano) oppure a posti riservati ad alcune leghe regionali.

Tuttavia, a partire dal 1980, con la risoluzione n. 1309 la AFA ha incorporato il Talleres (C), l'Instituto (C) e il Racing (C) nel Torneo Metropolitano in virtù dei risultati da loro ottenuti nelle stagioni precedenti.
| Stagione | Torneo        | Vincitore              | Secondo posto      | Terzo posto           |
| -------- | ------------- | ---------------------- | ------------------ | --------------------- |
| 1967     | Metropolitano | Estudiantes (LP) (2)   | Racing Club        | non definito          |
| 1967     | Nacional      | Independiente (8)      | Estudiantes (LP)   | Vélez Sarsfield       |
| 1968     | Metropolitano | San Lorenzo (8)        | Estudiantes (LP)   | non definito          |
| 1968     | Nacional      | Vélez Sarsfield (1)    | River Plate        | Racing Club           |
| 1969     | Metropolitano | Chacarita Juniors (1)  | River Plate        | non definito          |
| 1969     | Nacional      | Boca Juniors (17)      | River Plate        | San Lorenzo           |
| 1970     | Metropolitano | Independiente (9)      | River Plate        | San Lorenzo           |
| 1970     | Nacional      | Boca Juniors (18)      | Rosario Central    | non definito          |
| 1971     | Metropolitano | Independiente (10)     | Vélez Sarsfield    | Chacarita Juniors     |
| 1971     | Nacional      | Rosario Central (1)    | San Lorenzo        | non definito          |
| 1972     | Metropolitano | San Lorenzo (9)        | Racing Club        | Huracán               |
| 1972     | Nacional      | San Lorenzo (10)       | River Plate        | non definito          |
| 1973     | Metropolitano | Huracán (5)            | Boca Juniors       | San Lorenzo           |
| 1973     | Nacional      | Rosario Central (2)    | River Plate        | Atlanta e San Lorenzo |
| 1974     | Metropolitano | Newell's Old Boys (1)  | Rosario Central    | Boca Juniors          |
| 1974     | Nacional      | San Lorenzo (11)       | Rosario Central    | Vélez Sarsfield       |
| 1975     | Metropolitano | River Plate (15)       | Huracán            | Boca Juniors          |
| 1975     | Nacional      | River Plate (16)       | Estudiantes (LP)   | San Lorenzo           |
| 1976     | Metropolitano | Boca Juniors (19)      | Huracán            | Estudiantes (LP)      |
| 1976     | Nacional      | Boca Juniors (20)      | River Plate        | non definito          |
| 1977     | Metropolitano | River Plate (17)       | Independiente      | Vélez Sarsfield       |
| 1977     | Nacional      | Independiente (11)     | Talleres (C)       | non definito          |
| 1978     | Metropolitano | Quilmes (2)            | Boca Juniors       | Unión (SF)            |
| 1978     | Nacional      | Independiente (12)     | River Plate        | non definito          |
| 1979     | Metropolitano | River Plate (18)       | Vélez Sarsfield    | non definito          |
| 1979     | Nacional      | River Plate (19)       | Unión (SF)         | non definito          |
| 1980     | Primera       | River Plate (20)       | Argentinos Juniors | Talleres (C)          |
| 1980     | Nacional      | Rosario Central (3)    | Racing (C)         | non definito          |
| 1981     | Primera       | Boca Juniors (21)      | Ferro Carril Oeste | Newell's Old Boys     |
| 1981     | Nacional      | River Plate (21)       | Ferro Carril Oeste | non definito          |
| 1982     | Primera       | Ferro Carril Oeste (1) | Quilmes            | non definito          |
| 1982     | Nacional      | Estudiantes (LP) (3)   | Independiente      | Boca Juniors          |
| 1983     | Primera       | Estudiantes (LP) (4)   | Independiente      | non definito          |
| 1983     | Nacional      | Independiente (13)     | San Lorenzo        | Ferro Carril Oeste    |
| 1984     | Primera       | Ferro Carril Oeste (2) | River Plate        | non definito          |
| 1984     | Nacional      | Argentinos Juniors (1) | Ferro Carril Oeste | Estudiantes (LP)      |
| 1985     | Nacional      | Argentinos Juniors (2) | Ferro Carril Oeste | Estudiantes (LP)      |

#### Primera División
Dal campionato 1985-1986, il campionato è tornato a disputarsi un solo torneo per stagione, ma la AFA ha deciso di allinearsi al calendario calcistico europeo, ovvero facendo iniziare il campionato nel secondo semestre di un anno e facendolo concludere nel primo semestre dell'anno successivo. La divisione tra squadre affiliate o meno alla AFA è venuta meno, essendo stato costituito un sistema di promozioni e retrocessioni in grado di dare pari occasioni ad entrambe le categorie di squadre di poter competere in Primera División.
| Stagione | Vincitore             | Secondo posto     | Terzo posto   |
| -------- | --------------------- | ----------------- | ------------- |
| 1985-86  | River Plate (22)      | Newell's Old Boys | Dep. Español  |
| 1986-87  | Rosario Central (4)   | Newell's Old Boys | Independiente |
| 1987-88  | Newell's Old Boys (2) | San Lorenzo       | Racing Club   |
| 1988-89  | Independiente (14)    | Boca Juniors      | Dep. Español  |
| 1989-90  | River Plate (23)      | Independiente     | Boca Juniors  |

#### Tornei Apertura e Clausura
Dalla stagione 1990-1991, si è deciso di modificare nuovamente il formato del campionato, introducendo la disputa del Torneo Apertura nel secondo semestre di un anno, e del Torneo Clausura nel primo semestre dell'anno successivo (dunque, mantenendo inalterata la corrispondenza con i campionati europei), entrambi i quali attribuivano un titolo nazionale. L'unica eccezione fu il campionato del 1990-1991, nei quali le squadre vincitrici del torneo Apertura e del Clausura si sono sfidate in una finale per determinare un'unica squadra campione.
| Stagione | Torneo   | Vincitore              | Secondo posto     | Terzo posto       |
| -------- | -------- | ---------------------- | ----------------- | ----------------- |
| 1990-91  | Primera  | Newell's Old Boys (3)  | Boca Juniors      | River Plate       |
| 1991-92  | Apertura | River Plate (24)       | Boca Juniors      | San Lorenzo       |
| 1991-92  | Clausura | Newell's Old Boys (4)  | Vélez Sarsfield   | Dep. Español      |
| 1992-93  | Apertura | Boca Juniors (22)      | River Plate       | San Lorenzo       |
| 1992-93  | Clausura | Vélez Sarsfield (2)    | Independiente     | River Plate       |
| 1993-94  | Apertura | River Plate (25)       | Vélez Sarsfield   | Racing Club       |
| 1993-94  | Clausura | Independiente (15)     | Huracán           | Rosario Central   |
| 1994-95  | Apertura | River Plate (26)       | San Lorenzo       | Vélez Sarsfield   |
| 1994-95  | Clausura | San Lorenzo (12)       | Gimnasia (LP)     | Vélez Sarsfield   |
| 1995-96  | Apertura | Vélez Sarsfield (3)    | Racing Club       | Lanús             |
| 1995-96  | Clausura | Vélez Sarsfield (4)    | Gimnasia (LP)     | Lanús             |
| 1996-97  | Apertura | River Plate (27)       | Independiente     | Lanús             |
| 1996-97  | Clausura | River Plate (28)       | Colón (SF)        | Newell's Old Boys |
| 1997-98  | Apertura | River Plate (29)       | Boca Juniors      | Rosario Central   |
| 1997-98  | Clausura | Vélez Sarsfield (5)    | Lanús             | Gimnasia (LP)     |
| 1998-99  | Apertura | Boca Juniors (23)      | Gimnasia (LP)     | Racing Club       |
| 1998-99  | Clausura | Boca Juniors (24)      | River Plate       | San Lorenzo       |
| 1999-00  | Apertura | River Plate (30)       | Rosario Central   | Boca Juniors      |
| 1999-00  | Clausura | River Plate (31)       | Independiente     | Colón (SF)        |
| 2000-01  | Apertura | Boca Juniors (25)      | River Plate       | Gimnasia (LP)     |
| 2000-01  | Clausura | San Lorenzo (13)       | River Plate       | Boca Juniors      |
| 2001-02  | Apertura | Racing Club (16)       | River Plate       | Boca Juniors      |
| 2001-02  | Clausura | River Plate (32)       | Gimnasia (LP)     | Boca Juniors      |
| 2002-03  | Apertura | Independiente (16)     | Boca Juniors      | River Plate       |
| 2002-03  | Clausura | River Plate (33)       | Boca Juniors      | Vélez Sarsfield   |
| 2003-04  | Apertura | Boca Juniors (26)      | San Lorenzo       | Banfield          |
| 2003-04  | Clausura | River Plate (34)       | Boca Juniors      | Talleres (C)      |
| 2004-05  | Apertura | Newell's Old Boys (5)  | Vélez Sarsfield   | River Plate       |
| 2004-05  | Clausura | Vélez Sarsfield (6)    | Banfield          | Racing Club       |
| 2005-06  | Apertura | Boca Juniors (27)      | Gimnasia (LP)     | Vélez Sarsfield   |
| 2005-06  | Clausura | Boca Juniors (28)      | Lanús             | River Plate       |
| 2006-07  | Apertura | Estudiantes (LP) (5)   | Boca Juniors      | River Plate       |
| 2006-07  | Clausura | San Lorenzo (14)       | Boca Juniors      | Estudiantes (LP)  |
| 2007-08  | Apertura | Lanús (1)              | Tigre             | Banfield          |
| 2007-08  | Clausura | River Plate (35)       | Boca Juniors      | Estudiantes (LP)  |
| 2008-09  | Apertura | Boca Juniors (29)      | Tigre             | San Lorenzo       |
| 2008-09  | Clausura | Vélez Sarsfield (7)    | Huracán           | Lanús             |
| 2009-10  | Apertura | Banfield (1)           | Newell's Old Boys | Colón (SF)        |
| 2009-10  | Clausura | Argentinos Juniors (3) | Estudiantes (LP)  | Godoy Cruz        |
| 2010-11  | Apertura | Estudiantes (LP) (6)   | Vélez Sarsfield   | Arsenal Sarandí   |
| 2010-11  | Clausura | Vélez Sarsfield (8)    | Lanús             | Godoy Cruz        |
| 2011-12  | Apertura | Boca Juniors (30)      | Racing Club       | Vélez Sarsfield   |
| 2011-12  | Clausura | Arsenal Sarandí (1)    | Tigre             | Vélez Sarsfield   |

#### Tornei Inicial e Final
Con la stagione 2012-2013, i due tornei semestrali hanno cambiato nome, assumendo quelli di Inicial e Final, ognuno dei quali con la sua rispettiva squadra campione; inoltre è stata introdotta la disputa di una finale tra le vincenti dei due tornei. Nella prima stagione dopo l'introduzione di questa modifica, il trofeo aggiudicato nella finale ha preso il nome di Copa Campeonato, che attribuiva il titolo di Campeón del Campeonato de Primera División.
| Stagione | Torneo          | Vincitore             | Secondo posto     | Terzo posto      |
| -------- | --------------- | --------------------- | ----------------- | ---------------- |
| 2012-13  | Inicial         | Vélez Sarsfield (9)   | Newell's Old Boys | Belgrano         |
| 2012-13  | Final           | Newell's Old Boys (6) | River Plate       | Lanús            |
| 2012-13  | Copa Campeonato | Vélez Sarsfield (10)  | Newell's Old Boys | non definito     |
| 2013-14  | Inicial         | San Lorenzo (15)      | Lanús             | Vélez Sarsfield  |
| 2013-14  | Final           | River Plate (36)      | Boca Juniors      | Estudiantes (LP) |

#### Torneo Transicion
In vista della disputa di un torneo a 30 squadre nella stagione 2015, la AFA ha organizzato un torneo di transizione nel secondo semestre del 2014 che facesse da ponte con la nuova struttura del campionato.
| Stagione | Vincitore        | Secondo posto | Terzo posto |
| -------- | ---------------- | ------------- | ----------- |
| 2014     | Racing Club (17) | River Plate   | Lanús       |

#### Primera División
Con la stagione 2015 si è avuta la promozione in Primera División di ben 10 squadre dalla Primera B Nacional per disputare un torneo con un nuovo formato lungo l'arco di tutto l'anno solare. Tuttavia, il Comitato Esecutivo della AFA ha deciso di ritornare sui suoi passi rendendo quest'ultimo formato non più definitivo.
| Stagione | Vincitore         | Secondo posto | Terzo posto     |
| -------- | ----------------- | ------------- | --------------- |
| 2015     | Boca Juniors (31) | San Lorenzo   | Rosario Central |

#### Torneo Transicion
Allo scopo di ritornare alla disputa del campionato a cavallo fra un anno e l'altro (come i campionati europei), la AFA ha organizzato un secondo torneo de transición, in vista di una nuova ristrutturazione del campionato con una riduzione delle squadre partecipanti al campionato di Primera División. Questo nuovo torneo di transizione è stato strutturato dividendo le 30 squadre partecipanti in due gruppi da 15, per poi definire la squadra campione attraverso un torneo con tabellone tennistico ed una finale.
| Stagione | Vincitore | Secondo posto | Terzo posto      |
| -------- | --------- | ------------- | ---------------- |
| 2016     | Lanús (2) | San Lorenzo   | Estudiantes (LP) |

#### Primera División
Con la disputa del campionato 2016-2017 si è tornati ad un campionato temporalmente concomitante con i campionati europei, con un girone di sola andata per un totale di 29 partite, più una di clásicos. La AFA ha quindi cominciato a ristrutturare le promozioni e le retrocessioni dei diversi campionati per ridurre le partecipanti al torneo di Primera División.
| Stagione | Vincitore         | Secondo posto | Terzo posto      |
| -------- | ----------------- | ------------- | ---------------- |
| 2016-17  | Boca Juniors (32) | River Plate   | Estudiantes (LP) |

#### Superliga
Con la stagione 2017-2018 si è aperta la breve esperienza della Superliga Argentina, organo esterno alla AFA che ha preso il controllo del campionato di Primera División. Il formato del campionato è rimasto comunque lo stesso del precedente, riducendo ogni stagione il numero delle squadre partecipanti.
| Stagione | Vincitore         | Secondo posto      | Terzo posto     |
| -------- | ----------------- | ------------------ | --------------- |
| 2017-18  | Boca Juniors (33) | Godoy Cruz         | San Lorenzo     |
| 2018-19  | Racing Club (18)  | Defensa y Justicia | Boca Juniors    |
| 2019-20  | Boca Juniors (34) | River Plate        | Vélez Sarsfield |

#### Liga Profesional
Nel 2021 l'esperienza della Superliga si è conclusa ed il controllo della Primera División è tornato in mano alla AFA, che però lo ha subito ceduto ad un suo organo interno costituito ad hoc, la Liga Profesional. A seguito della pandemia di COVID-19, la Liga Profesional ha deciso di sospendere le retrocessioni, vedendo quindi il numero delle squadre partecipanti di nuovo in aumento.
| Stagione | Vincitore            | Secondo posto      | Terzo posto  |
| -------- | -------------------- | ------------------ | ------------ |
| 2021     | River Plate (37)     | Defensa y Justicia | Talleres (C) |
| 2022     | Boca Juniors (35)    | Racing Club        | River Plate  |
| 2023     | River Plate (38)     | Talleres (C)       | San Lorenzo  |
| 2024     | Vélez Sarsfield (11) | Talleres (C)       | Racing Club  |

#### Tornei Apertura e Clausura
Dopo la conclusione della stagione 2024, la AFA ha deciso di ripristinare il tradizionale formato che prevede la disputa di due tornei semestrali separati, rispettivamente Torneo Apertura e Torneo Clausura, ognuno dei quali con in palio il titolo di campione nazionale. Per fare spazio al nuovo formato è stata decisa la soppressione della Copa de la Liga Profesional, la coppa nazionale della massima serie calcistica argentina che si svolgeva nel semestre in cui non si disputava il campionato. Con il nuovo formato la AFA ha inoltre deciso per l'aumento delle squadre partecipanti alla massima serie, arrivando a 30 (numero che non veniva raggiunto dalla stagione 2016-2017). 
| Stagione | Torneo   | Vincitore    | Secondo posto | Terzo posto  |
| -------- | -------- | ------------ | ------------- | ------------ |
| 2025     | Apertura | Platense (1) | Huracán       | non definito |
| 2025     | Clausura |              |               |              |

## Titoli per squadra

### Era amatoriale
| Squadra             | Titoli | Anno/Torneo                                                      |
| ------------------- | ------ | ---------------------------------------------------------------- |
| Alumni              | 10     | 1900, 1901, 1902, 1903, 1905, 1906, 1907, 1909, 1910, 1911       |
| Racing Club         | 9      | 1913, 1914, 1915, 1916, 1917, 1918, 1919 AAm, 1921 AAm, 1925 AAm |
| Boca Juniors        | 6      | 1919, 1920, 1923, 1924, 1926, 1930                               |
| Lomas Athletic      | 6      | 1893, 1894, 1895, 1896, 1897, 1898                               |
| Huracán             | 4      | 1921, 1922, 1925, 1928                                           |
| Belgrano AC         | 3      | 1899, 1904, 1908                                                 |
| San Lorenzo         | 3      | 1923 AAm, 1924 AAm, 1927                                         |
| Estudiantil Porteño | 2      | 1931, 1934                                                       |
| Independiente       | 2      | 1922 AAm, 1926 AAm                                               |
| Porteño             | 2      | 1912 FAF, 1914 FAF                                               |
| Dock Sud            | 1      | 1933                                                             |
| Estudiantes (LP)    | 1      | 1913 FAF                                                         |
| Gimnasia (LP)       | 1      | 1929                                                             |
| Old Caledonians     | 1      | 1891                                                             |
| Quilmes             | 1      | 1912                                                             |
| River Plate         | 1      | 1920 AAm                                                         |
| Sp. Barracas        | 1      | 1932                                                             |
| St. Andrew's        | 1      | 1891                                                             |

### Era professionistica
| Squadra            | Titoli | Anno/Torneo |
| ------------------ | ------ | --- |
| River Plate        | 37     | 1932 LAF, 1936 (Copa Campeonato), 1936 (Copa de Oro), 1937, 1941, 1942, 1945, 1947, 1952, 1953, 1955, 1956, 1957, Metropolitano 1975, Nacional 1975, Metropolitano 1977, Metropolitano 1979, Nacional 1979, Metropolitano 1980, Nacional 1981, 1985-1986, 1989-1990, Apertura 1991, Apertura 1993, Apertura 1994, Apertura 1996, Clausura 1997, Apertura 1997, Apertura 1999, Clausura 2000, Clausura 2002, Clausura 2003, Clausura 2004, Clausura 2008, Final 2014, 2021, 2023 |
| Boca Juniors       | 29     | 1931 LAF, 1934 LAF, 1935, 1940, 1943, 1944, 1954, 1962, 1964, 1965, Nacional 1969, Nacional 1970, Metropolitano 1976, Nacional 1976, Metropolitano 1981, Apertura 1992, Apertura 1998, Clausura 1999, Apertura 2000, Apertura 2003, Apertura 2005, Clausura 2006, Apertura 2008, Apertura 2011, 2015, 2016-2017, 2017-2018, 2019-2020, 2022 |
| Independiente      | 14     | 1938, 1939, 1948, 1960, 1963, Nacional 1967, Metropolitano 1970, Metropolitano 1971, Nacional 1977, Nacional 1978, Metropolitano 1983, 1988-1989, Clausura 1994, Apertura 2002 |
| San Lorenzo        | 12     | 1933 LAF, 1936 (Copa de Honor), 1946, 1959, Metropolitano 1968, Metropolitano 1972, Nacional 1972, Nacional 1974, Clausura 1995, Clausura 2001, Clausura 2007, Inicial 2013 |
| Vélez Sarsfield    | 11     | Nacional 1968, Clausura 1993, Apertura 1995, Clausura 1996, Clausura 1998, Clausura 2005, Clausura 2009, Clausura 2011, Inicial 2012, Superfinal 2013, 2024 |
| Racing Club        | 9      | 1949, 1950, 1951, 1958, 1961, 1966, Apertura 2001, Transición 2014, 2018-2019 |
| Newell's Old Boys  | 6      | Metropolitano 1974, 1987-1988, 1990-1991, Clausura 1992, Apertura 2004, Final 2013 |
| Estudiantes (LP)   | 5      | Metropolitano 1967, Metropolitano 1982, Nacional 1983, Apertura 2006, Apertura 2010 |
| Rosario Central    | 4      | Nacional 1971, Nacional 1973, Nacional 1980, 1986-1987 |
| Argentinos Juniors | 3      | Nacional 1984, Nacional 1985, Clausura 2010 |
| Ferro Carril Oeste | 2      | Nacional 1982, Metropolitano 1984 |
| Lanús              | 2      | Apertura 2007, 2016 |
| Arsenal Sarandí    | 1      | Clausura 2012 |
| Banfield           | 1      | Apertura 2009 |
| Chacarita Juniors  | 1      | Metropolitano 1969 |
| Huracán            | 1      | Metropolitano 1973 |
| Platense           | 1      | Apertura 2025 |
| Quilmes            | 1      | Metropolitano 1978 |

### Vittorie totali
| Squadra             | Era amatoriale | Era professionistica | Totale |
| ------------------- | -------------- | -------------------- | ------ |
| River Plate         | 1              | 37                   | 38     |
| Boca Juniors        | 6              | 29                   | 35     |
| Racing Club         | 9              | 9                    | 18     |
| Independiente       | 2              | 14                   | 16     |
| San Lorenzo         | 3              | 12                   | 15     |
| Vélez Sarsfield     | —              | 11                   | 11     |
| Alumni              | 10             | —                    | 10     |
| Estudiantes (LP)    | 1              | 5                    | 6      |
| Lomas Athletic      | 6              | —                    | 6      |
| Newell's Old Boys   | —              | 6                    | 6      |
| Huracán             | 4              | 1                    | 5      |
| Rosario Central     | —              | 4                    | 4      |
| Argentinos Juniors  | —              | 3                    | 3      |
| Belgrano AC         | 3              | —                    | 3      |
| Estudiantil Porteño | 2              | —                    | 2      |
| Ferro Carril Oeste  | —              | 2                    | 2      |
| Lanús               | —              | 2                    | 2      |
| Porteño             | 2              | —                    | 2      |
| Quilmes             | 1              | 1                    | 2      |
| Arsenal Sarandí     | —              | 1                    | 1      |
| Banfield            | —              | 1                    | 1      |
| Chacarita Juniors   | —              | 1                    | 1      |
| Dock Sud            | 1              | —                    | 1      |
| Gimnasia (LP)       | 1              | —                    | 1      |
| Old Caledonians     | 1              | —                    | 1      |
| Platense            | —              | 1                    | 1      |
| Sp. Barracas        | 1              | —                    | 1      |
| St. Andrew's        | 1              | —                    | 1      |